# Ivanics Ferenc
Ivanics Ferenc (Sopron, 1964. augusztus 1. –) magyar gépész, politikus, országgyűlési képviselő.

## Életpályája
Szülei: Ivanics Ferenc és Susztrik Terézia Anna. 1987–1990 között a Soproni Vízmű Fedett uszodájában volt többek között műszaki vezető. 1994–1995 között az építőipari kereskedelemben dolgozott, majd a helyi lap üzleti vezetője, a rádió szerkesztő-műsorvezetője, 1997-től a Providencia Biztosító Rt. pénzügyi tanácsadója volt.

### Tanulmányai
1982-ben érettségizett a Kempelen Farkas Gépipari Szakközépiskolában. 1983–1986 között a Budapesti Műszaki Egyetem Gépészmérnöki Karának hallgatója volt. 

### Politikai pályafutása
1988 óta a Fidesz tagja, a soproni szervezet elnöke, a megyei választmány alelnöke. 1989-ben a Páneurópai piknik egyik szervezője volt. 1990-ben országgyűlési képviselőjelölt volt. 1990–1994 között a Fidesz Győr-Moson-Sopron megyei koordinációs irodáját vezette.  1994–2006 között a Győr-Moson-Sopron Megyei Közgyűlés tagja volt.1994–1998 között a pénzügyi bizottság elnöke, az "Idegenforgalmi és külügyi" bizottság volt. 1998–2014 között országgyűlési képviselő (1998–2002: Győr-Moson-Sopron megye; 2002–2014: Kapuvár). 1998-ban a költségvetési és pénzügyi bizottság tagja volt. 1998–2002 között az európai integrációs ügyek bizottságának tagja volt. 1998–2002 között Győr-Moson-Sopron megye közgyűlésének elnöke, 2002-től alelnöke. 1998–2002 között a Megyei Önkormányzatok Országos Szövetségének társelnöke volt. 1999–2001 között a Nyugat-dunántúli Regionális Fejlesztési Tanács elnöke volt. 2002–2014 között az Európai ügyek bizottságának tagja volt. 2014 óta a Győr-Moson Sopron Vármegyei Közgyűlés alelnöke.